# Agence nationale d’édition et de publicité (Algérie)
L'Agence nationale d'édition et de publicité (ANEP) (en arabe : المؤسسة الوطنية للاتصال و النشر و الإشهار) est une agence gouvernementale algérienne créée en  et chargée de la diffusion de la publicité des services publics et administratifs algériens dans les médias. C'est également une maison d'édition.

## Historique
L'agence est créée en 1967.
Dans les années 1990, Ahmed Ouyahia, chef du gouvernement, signe un décret instituant le monopole de l’État sur les annonces institutionnelles. Ainsi, l’Agence nationale d’édition et de publicité (Anep) devient  une agence gouvernementale et dispose d'un monopole sur le marché de l'attribution de la publicité publique.
Selon le journaliste Maamar Farah, de nombreux titres de presse ont été créés artificiellement pour bénéficier des budgets publicitaires de l'Anep.
En avril 2015, les missions de l'Anep s'élargissent à l'international.
Larbi Ounoughi est nommé PDG le 6 avril 2020. Il dénonce dès son arrivée la situation "mafieuse" de l'Anep et annonce axer son mandat sur ce problème pour y remédier. Le mois suivant, il révèle que l’agence a déboursé près de 40 milliards de dinars pendant les quatre dernières années, et « souvent au profit de médias “amis” ». Il décide donc de mettre en place un plan d’assainissement pour redéfinir les principes fondamentaux concernant l’octroi de la publicité publique aux médias afin qu'il se fasse suivant quinze critères dits "critères objectifs”. Selon la presse indépendante, ces déclarations lui valent son limogeage le 27 septembre 2020. En juin 2022, le joueur de football devenu propriétaire de titres de presse, Rabah Madjer, est condamné à 18 mois de prison et 500.000 dinars (à payer avec un co-accusé) pour avoir bénéficié de commandes publicitaires de l'Anep alors que ses deux journaux, El Balagh et El Balagh Erriadhi, avaient cessé de paraître.
En mars 2023, la presse annonce la mise en détention provisoire de deux anciens directeurs généraux de l'ANEP pour des faits de « corruption et de dilapidation de deniers publics concernant l'ANEP, ayant entrainé des pertes au Trésor estimées à des milliards », précisant qu'il s'agit « d'octroi d'espaces publicitaires à des journaux minuscules et d'autres fictifs, n'existant pas sur la scène médiatique, sans atteindre l'objectif de la publicité, outre le népotisme qui sévissait à travers le choix de titres donnés, avec la complicité de responsables à l'ANEP ». En août 2025, la presse annonce l'ouverture d'un  procès pour « détournement de fonds publics, octroi d’avantages indus et abus de fonction dans le cadre de la distribution de la publicité publique », visant deux anciens ministres de la Communication (Hamid Grine et Djamel Kaouane), un ancien directeur de l'ANEP, Amine Echikr,  et d'autres cadres et employés de l'agence.
En novembre 2020, l'Anep signe un protocole d'accord avec la Caisse nationale du logement (CNL) pour l'appuyer dans ses opérations de communication. En 2022, l'Anep lance un service de diffusion publicitaire électronique.

## Identité visuelle

Logo de l'Anep de 1967-2021.
Logo de l'Anep en 2021.
Logo de l'Anep depuis 2022.

## Éditions Anep
Les éditions Anep sont créées en 2000. La maison d'édition gère la librairie Chaib Dzai située avenue Pasteur à Alger.

## Gouvernance
| no | PDG               | Début             | Fin               | Observations                           |
| -- | ----------------- | ----------------- | ----------------- | -------------------------------------- |
| 1  | ?                 |                   |                   |                                        |
| 2  | Abdelkader Khamri | juillet 1999      | 26 septembre 2004 | deviendra ministre                     |
| 3  | Ahmed Boucenna    | 26 septembre 2004 | 2 octobre 2004    | intérim                                |
| 4  | M. Souames        | 2 octobre 2004    |                   |                                        |
| 5  | ?                 |                   |                   |                                        |
| 6  | Ahmed Boucenna    |                   | mai 2015          |                                        |
| 7  | Djamel Kaouane    | mai 2015          | 25 mai 2017       | deviendra ministre de la Communication |
| 8  | ?                 |                   |                   |                                        |
| 9  | Larbi Bouinoune   |                   | 24 mai 2018       |                                        |
| 10 | Amine Echikr      | 24 mai 2018       | 30 avril 2019     |                                        |
| 11 | Djazia Djeddou    | 30 avril 2019     | 27 mai 2019       | intérim                                |
| 12 | Mounir Hemaïdia   | 27 mai 2019       | 7 janvier 2020    |                                        |
| 13 | Assia Baz         | 9 janvier 2020    | 6 avril 2020      | intérim                                |
| 14 | Larbi Ounoughi    | 6 avril 2020      | 27 septembre 2020 |                                        |
| 15 | Adel Kansous      | 27 septembre 2020 | 4 octobre 2021    |                                        |
| 15 | Siham Derardja    | 4 octobre 2021    | 6 mars 24         |                                        |
| 16 | Messaoud Alghem   | 6 mars 2024       | en cours          |                                        |